# Transfăgărășan
La Transfăgărășan (trans [per damunt, a través de] + Făgăraș) o DN7C és una carretera de muntanya pavimentada que travessa la secció del sud dels Carpats de Romania. Com a carretera nacional la segona carretera pavimentada més alta en el país després de la Transalpina. Comença prop del poble de Bascov, al costat de Pitești, i s'estén 90 km fins a l'encreuament entre la carretera DN1 i Sibiu, entre els cims més alts en el país, Moldoveanu i Negoiu. La carretera fou construïda als anys setanta com a ruta militar estratègica i connecta les regions històriques de Transsilvània i Valàquia.

## Història
La Transfăgărășan va ser construïda entre 1970 i 1974 durant el temps de Nicolae Ceaușescu com a resposta a la 1968 invasió de Txecoslovàquia per la Unió Soviètica. Ceaușescu va voler tenir accés militar ràpid a través de les muntanyes en cas d'una invasió soviètica. En aquell temps, Romania ja tenia diversos camins de muntanya estratègics al sud carpats, alguns construïts durant els anys inicials del règim Comunista (el DN66). Però aquestes carreteres passaven principalment a través de valls i rius, de manera que serien fàcils de blocar i atacar per part dels soviètics. Per aquest motiu Ceaușescu va ordenar la construcció d'una carretera a través de les muntanyes Făgăraș, les quals divideixen el nord-oest i el sud de Romania.

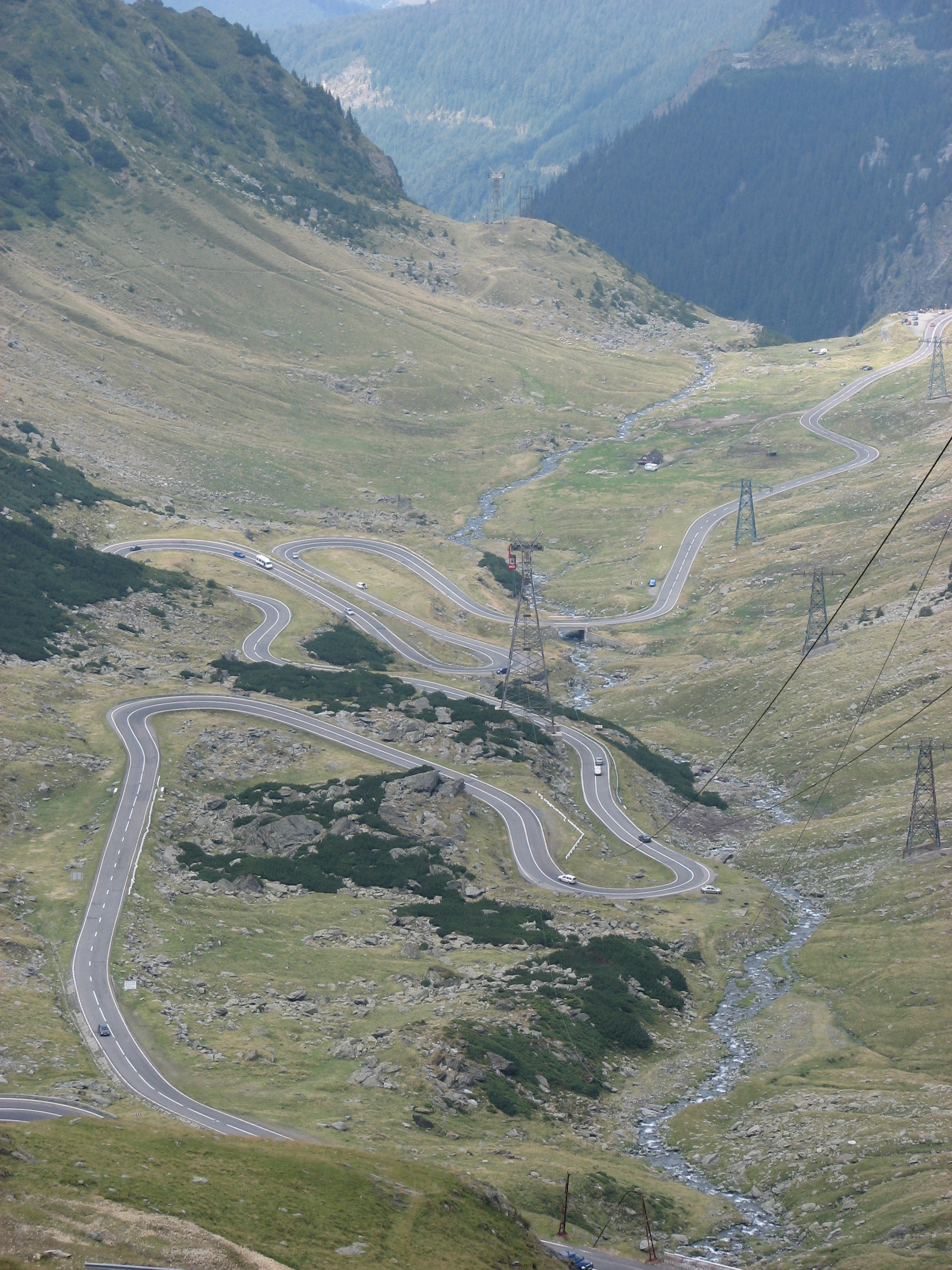
Secció més baixa de la carretera

Construïda principalment per forces militars, la carretera va tenir un cost financer i humà alt. La feina va ser duta a terme en un clima alpí, a un alçat de 2,000 metres, utilitzant més o menys sis milions de quilograms (5,900 tones llargues; 6,600 tones curtes) de dinamita, i emprant personal d'exèrcit jove que no tenia l'entrenament necessari. Molts treballadors van morir; els arxius oficials declaren que només 40 soldats van perdre les seves vides, però estimacions oficioses pels treballadors posen un nombre entorn de centenars.
La carretera es va inaugurar de manera oficial el 20 de setembre de 1974, tot i que la feina de pavimentació va durar fins al 1980.

## Ruta
La carretera ascendeix a una altitud de 2,042 metres i és la segona carretera més alta de Romania després de la Transalpina. És una carretera de corbes i descensos aguts. És un repte per caminants, ciclistes, conductors i entusiastes de les motos. A causa de la topografia, la velocitat mitjana és al voltant 40 km/h. La carretera també dona accés al llac Bâlea i la cascada Bâlea.
El seu període d'obertura és de juny fins a setembre, atès que la resta de l'any hi pot haver neu. Depenent del temps, pot quedar oberta fins a novembre o pot arribar a tancar a l'estiu. Cal preguntar a la ciutat de Curtea d'Argeș i el poble de Cartișoara per tenir més informació.
La Transfăgărășan té més túnels (un total de 5) i viaductes que qualsevol altra carretera dins Romania. Prop del punt més alt, a Bâlea Llac, s'hi troba el túnel de carretera més llarg de Romania d'una longitud de 884 m.
Al llarg de la secció del sud de la carretera, prop del poble d'Arefu, s'hi troba el Castell de Poenari. El castell era la residència de Vlad l'Empalador, la inspiració que va tenir Bram Stoker per escriure la història del comte Dràcula.
La secció del nord és utilitzada per carreres de ciclisme com la Volta a Romania, i la secció a prop del llac de Bâlea s'ha fet servir des del 2011 per la Sibiu Cycling Tour. Aquestes seccions són considerades d'una dificultat semblant a les del Tour de França.

## Galeria

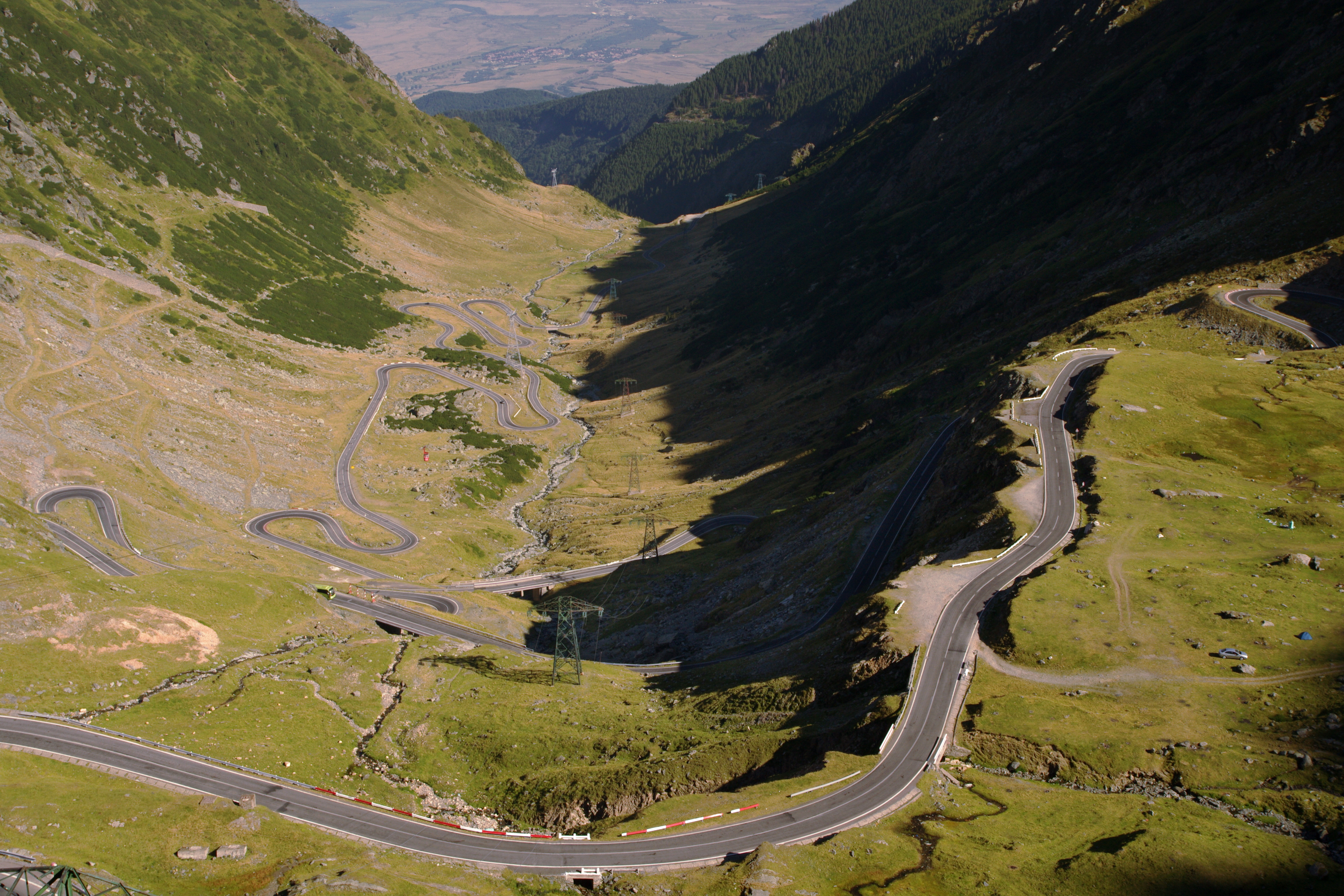
Part nord de la carretera, vista des del coll
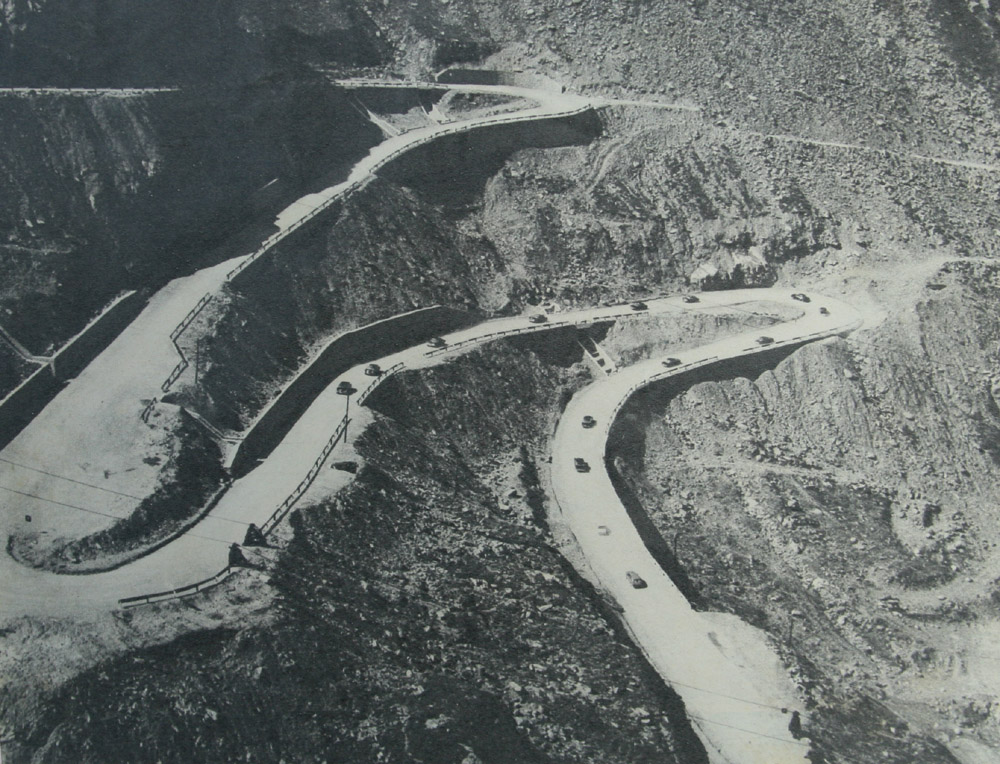
Transfăgărășan el 1974
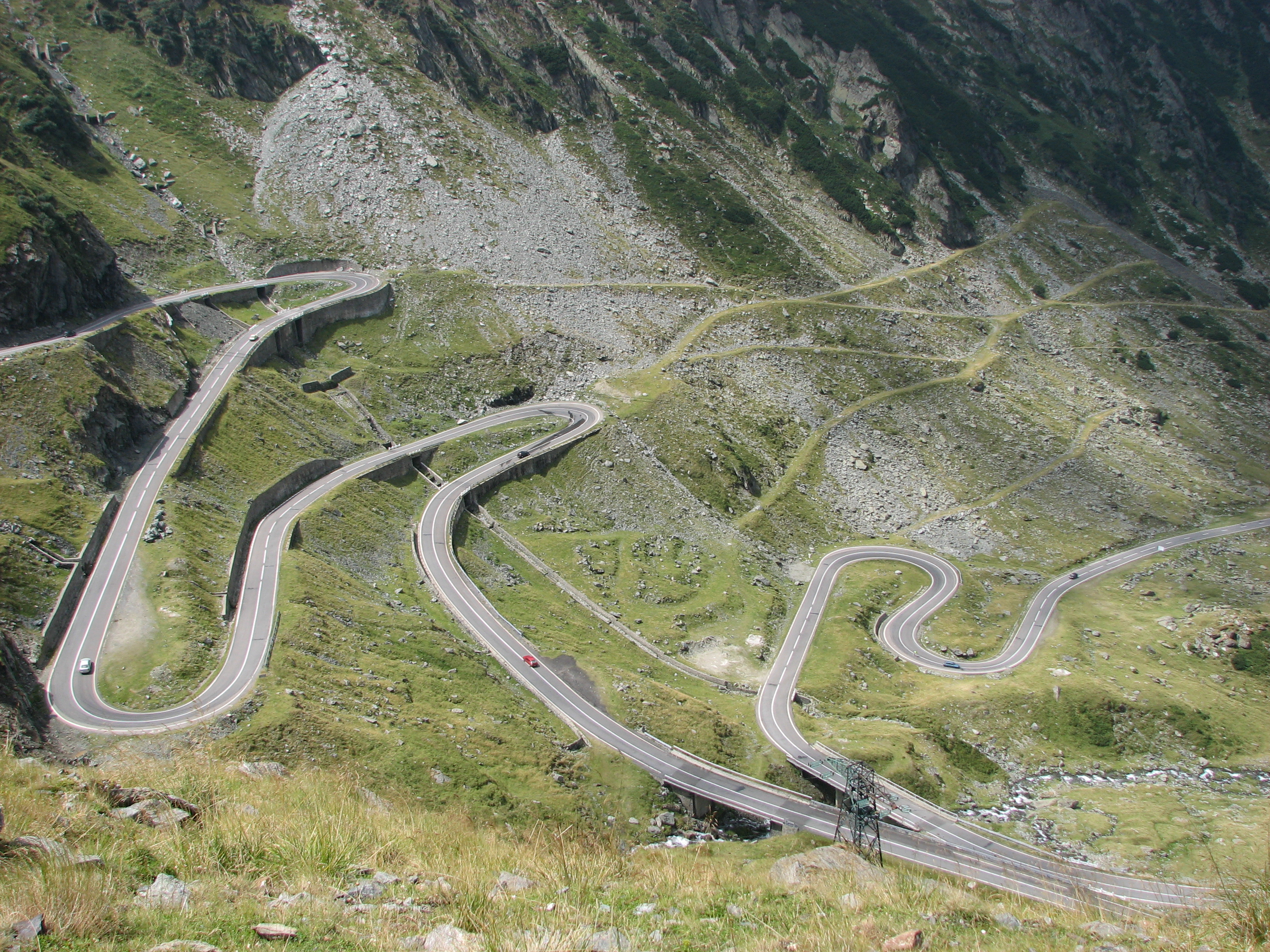
El mateix tram de carretera el 2007
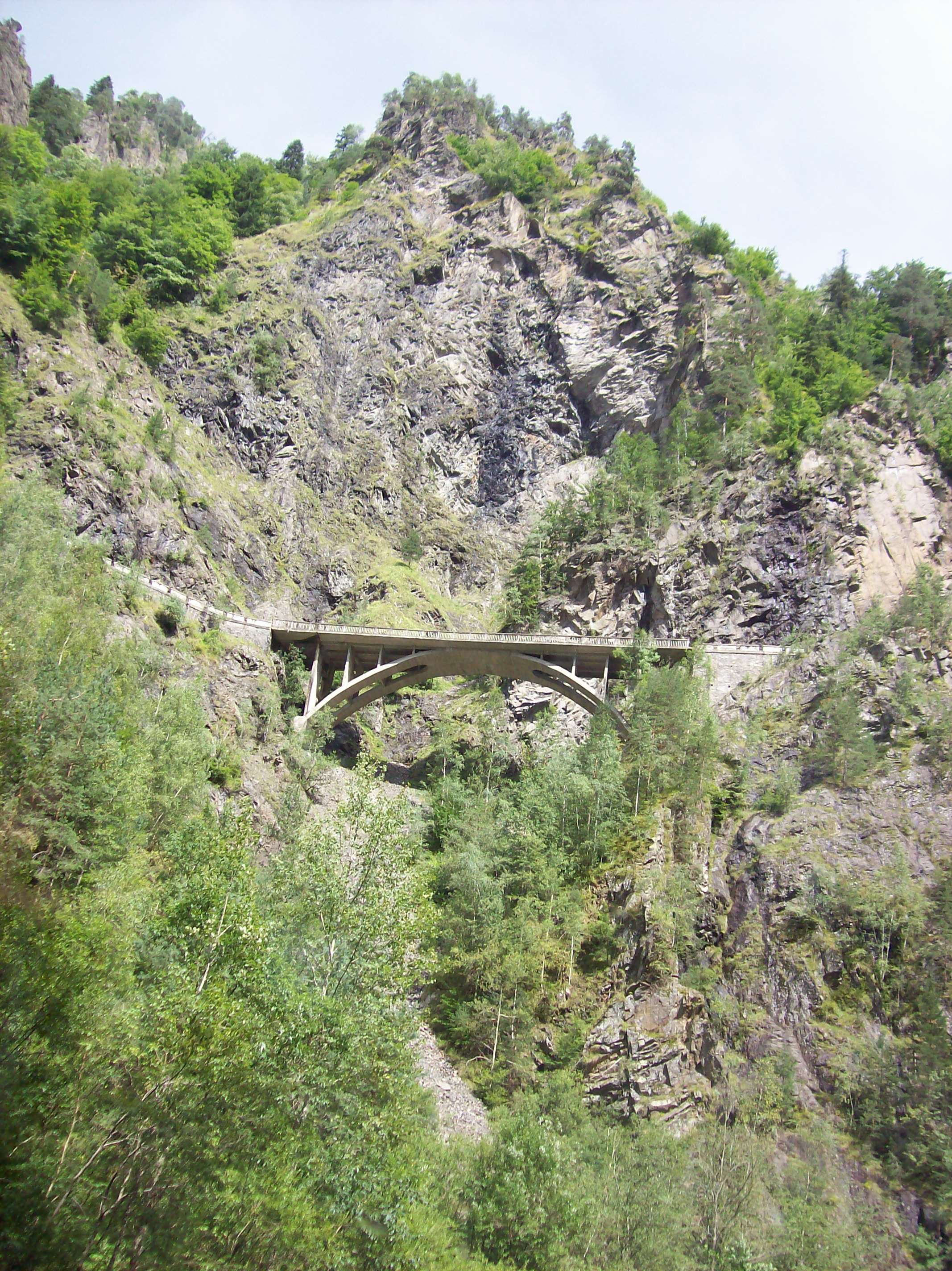
Viaducte
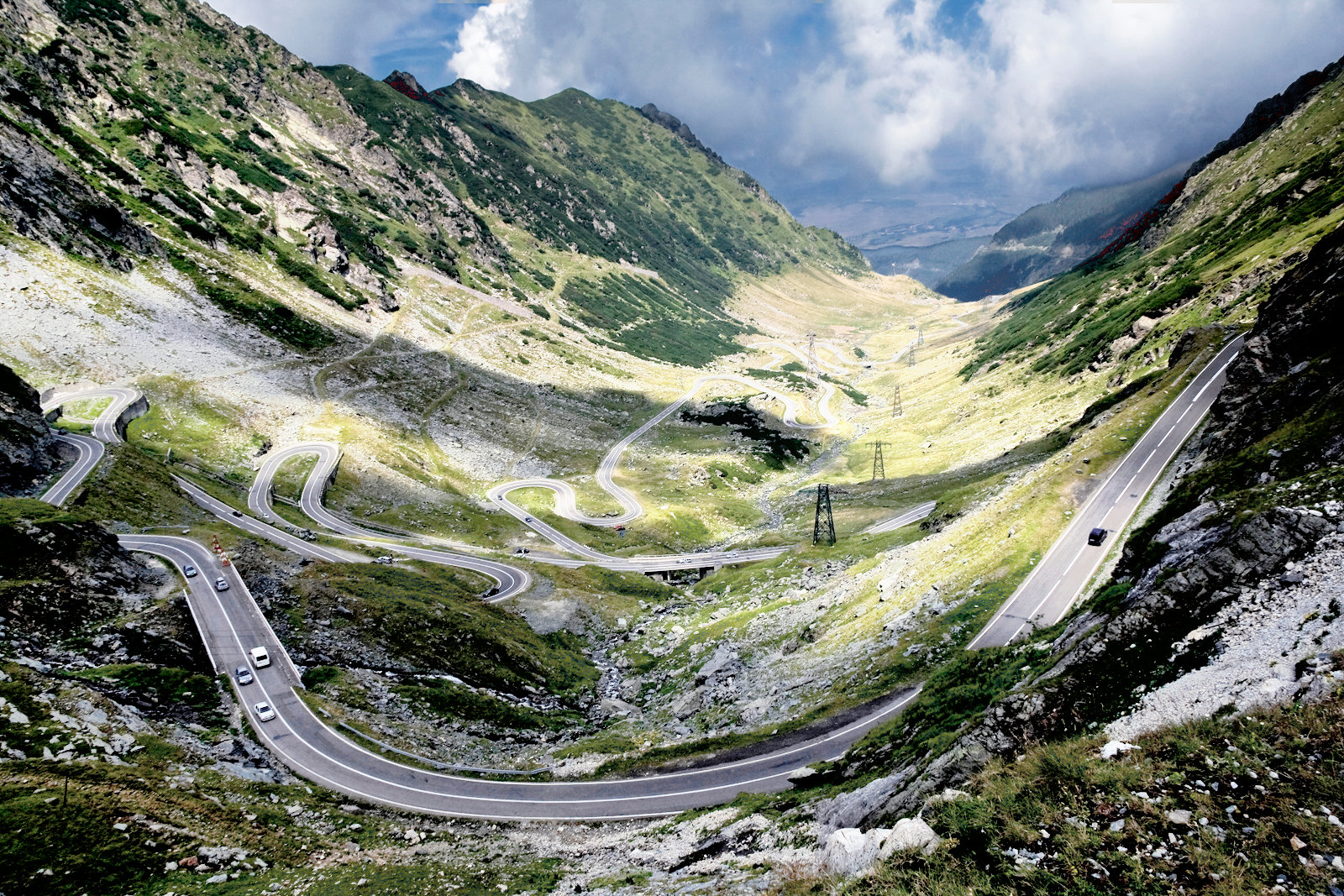
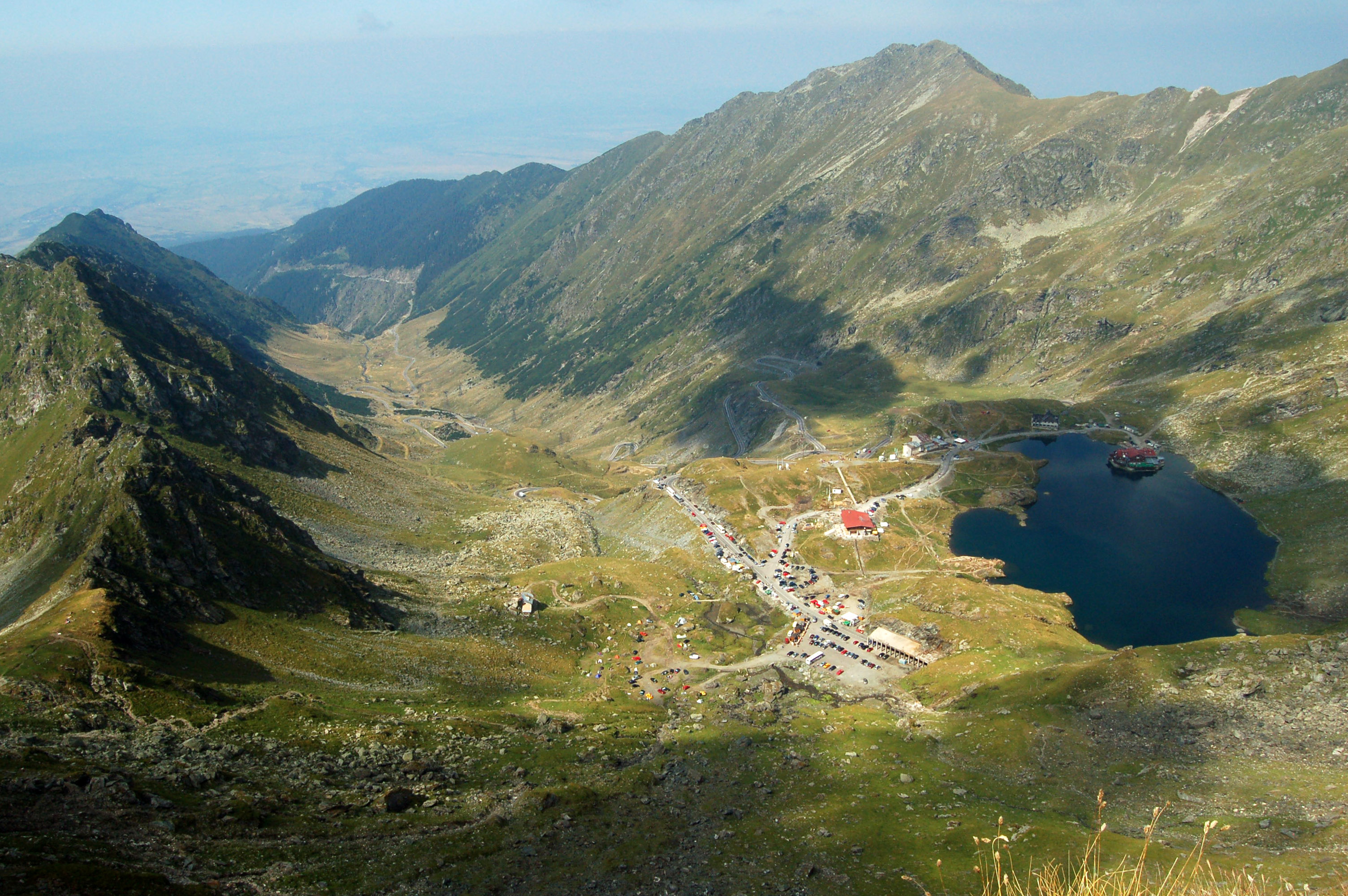
Vista aèria de Transfăgărășan i el llac Bâlea
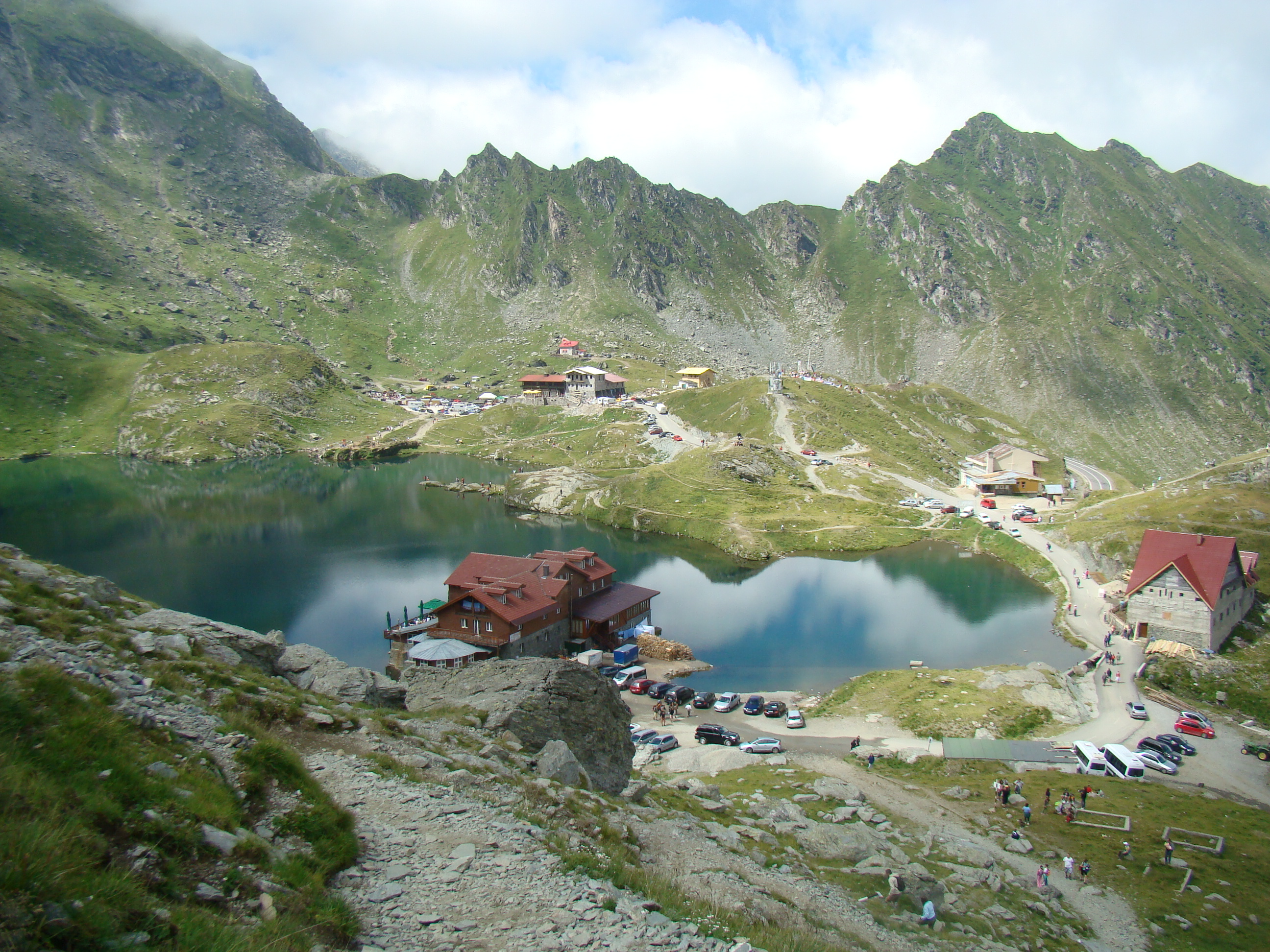
Llac Bâlea